# Metapenaeopsis stokmani
Metapenaeopsis stokmani is een tienpotigensoort uit de familie van de Penaeidae. De wetenschappelijke naam van de soort is voor het eerst geldig gepubliceerd in 1990 door Burukovsky.